# Tour de France 2016/10. Etappe
Die 10. Etappe der Tour de France 2016 wurde am 12. Juli 2016 nach dem ersten Ruhetag der Tour ausgetragen, 193 Fahrer gingen an den Start. Die Etappe führte über 197 Kilometer von Escaldes-Engordany in Andorra nach Revel. Es gab eine Bergwertungen der 3. und eine der 1. Kategorie sowie einen Zwischensprint in Aigues-Vives nach 122,5 Kilometern.

## Rennverlauf
Am direkt nach dem Start beginnenden Anstieg zum Port d’Envalira gab es einige Attacken, das Feld ließ aber zunächst niemanden wegfahren. Schließlich konnte sich Rui Costa (LAM) absetzen, hinter dem Portugiesen bildete sich langsam eine Verfolgergruppe. Nachdem Costa sich die Bergwertung und damit das Souvenir Henri Desgrange sicherte, kamen die Ausreißer in der Abfahrt zusammen und konnten sich langsam einen Vorsprung auf das Peloton herausfahren.
Es waren nun 15 Fahrer in der Fluchtgruppe: Mikel Landa (SKY), Gorka Izagirre (MOV), Peter Sagan (TNK), Samuel Dumoulin (ALM), Greg Van Avermaet (BMC), Edvald Boasson Hagen, Stephen Cummings (beide DDD), Rui Costa (LAM), Tony Gallopin (LTS), Sylvain Chavanel (DEN), Damiano Caruso (BMC), Vincenzo Nibali (AST) Luke Durbridge, Daryl Impey, Michael Matthews (alle OBE). Das Feld ließ sie nun gewähren und so konnten sich die Ausreißer sechs Minuten Vorsprung erarbeiten. Im Peloton versuchte die Katusha-Mannschaft erfolglos, das Tempo anzuziehen, um die Fluchtgruppe doch noch einholen zu können.
Peter Sagan, mit dem Ziel Zwischensprint und Etappensieg, gewann in Aigues-Vives 20 Punkte für die Wertung um das Grüne Trikot, gefolgt von Matthews und Caruso. Danach wurde im Feld das Tempo unter Mitwirkung der Mannschaften IAM und Direct Énergie wieder deutlich erhöht, sodass die Ausreißer schnell Zeit verloren. Sie hielten dagegen, schließlich attackierte Peter Sagan und sorgte damit für das Zerfallen der Spitzengruppe, in der jetzt nur noch sieben Fahrer vorn vertreten waren: Matthews, Sagan, Impey, Durbridge, Dumoulin, Van Avermaet und Boasson Hagen. Im Feld wurde die Verfolgung aufgegeben. Der Vorsprung wuchs wieder auf über sieben Minuten an.
Im letzten Anstieg zur Côte de Saint-Ferréol versuchte Daryl Impey mehrmals wegzufahren, jedoch schloss Sagan die Lücke immer wieder. Unterdessen fiel Durbridge zurück. Nach weiteren Attacken von Impey und Boasson Hagen eröffnete Greg Van Avermaet schließlich den Sprint auf der Zielgeraden, wurde aber noch von Matthews, Sagan und Boasson Hagen überspurtet, die in dieser Reihenfolge das Ziel erreichten. Das Peloton kam mit etwa 9:30 min Rückstand an.
Für Michael Matthews war es der erste Tour-Etappensieg, nachdem er schon beim Giro d’Italia und der Vuelta a España erfolgreich gewesen war. Peter Sagan sammelte genug Zähler, um in der Punktewertung wieder an Mark Cavendish (DDD) vorbeizuziehen. Sagan war auch derjenige Rennfahrer, der vom Start weg sehr oft attackiert und die Fluchtgruppen initiiert hatte. Dafür wurde er zum kämpferischsten Fahrer des Tages gewählt. In der Mannschaftswertung setzte sich das BMC Racing Team wieder an die Spitze. In den übrigen Klassements und den vorderen Rängen der Gesamtwertung gab es keine Änderungen.

## Punktewertungen
| Zwischensprint in Aigues-Vives nach 122,5 km auf 411 m |                        |                            |         |
| 1.                                                     | Slowakei               | Peter Sagan (TNK)          | 20 Pkt. |
| 2.                                                     | Australien             | Michael Matthews (OBE)     | 17 Pkt. |
| 3.                                                     | Italien                | Damiano Caruso (BMC)       | 15 Pkt. |
| 4.                                                     | Norwegen               | Edvald Boasson Hagen (DDD) | 13 Pkt. |
| 5.                                                     | Frankreich             | Tony Gallopin (LTS)        | 11 Pkt. |
| 6.                                                     | Vereinigtes Konigreich | Stephen Cummings (DDD)     | 10 Pkt. |
| 7.                                                     | Australien             | Luke Durbridge (OBE)       | 9 Pkt.  |
| 8.                                                     | Sudafrika              | Daryl Impey (OBE)          | 8 Pkt.  |
| 9.                                                     | Frankreich             | Samuel Dumoulin (ALM)      | 7 Pkt.  |
| 10.                                                    | Portugal               | Rui Costa (LAM)            | 6 Pkt.  |
| 11.                                                    | Spanien                | Gorka Izagirre (MOV)       | 5 Pkt.  |
| 12.                                                    | Italien                | Vincenzo Nibali (AST)      | 4 Pkt.  |
| 13.                                                    | Belgien                | Greg Van Avermaet (BMC)    | 3 Pkt.  |
| 14.                                                    | Spanien                | Mikel Landa (SKY)          | 2 Pkt.  |
| 15.                                                    | Frankreich             | Sylvain Chavanel (DEN)     | 1 Pkt.  |

| Etappenziel in Revel nach 197 km auf 217 m |                        |                            |         |
| 1.                                         | Australien             | Michael Matthews (OBE)     | 30 Pkt. |
| 2.                                         | Slowakei               | Peter Sagan (TNK)          | 25 Pkt. |
| 3.                                         | Norwegen               | Edvald Boasson Hagen (DDD) | 22 Pkt. |
| 4.                                         | Belgien                | Greg Van Avermaet (BMC)    | 19 Pkt. |
| 5.                                         | Frankreich             | Samuel Dumoulin (ALM)      | 17 Pkt. |
| 6.                                         | Sudafrika              | Daryl Impey (OBE)          | 15 Pkt. |
| 7.                                         | Australien             | Luke Durbridge (OBE)       | 13 Pkt. |
| 8.                                         | Italien                | Damiano Caruso (BMC)       | 11 Pkt. |
| 9.                                         | Spanien                | Gorka Izagirre (MOV)       | 9 Pkt.  |
| 10.                                        | Frankreich             | Tony Gallopin (LTS)        | 7 Pkt.  |
| 11.                                        | Portugal               | Rui Costa (LAM)            | 6 Pkt.  |
| 12.                                        | Frankreich             | Sylvain Chavanel (DEN)     | 5 Pkt.  |
| 13.                                        | Spanien                | Mikel Landa (SKY)          | 4 Pkt.  |
| 14.                                        | Italien                | Vincenzo Nibali (AST)      | 3 Pkt.  |
| 15.                                        | Vereinigtes Konigreich | Stephen Cummings (DDD)     | 2 Pkt.  |

## Bergwertungen
| Port d’Envalira Kategorie 1 nach 24,0 km auf 2408 m 22,6 km bei 5,5 % |                        |                        |         |
| 1.                                                                    | Portugal               | Rui Costa (LAM)        | 10 Pkt. |
| 2.                                                                    | Niederlande            | Tom Dumoulin (TGA)     | 8 Pkt.  |
| 3.                                                                    | Italien                | Vincenzo Nibali (AST)  | 6 Pkt.  |
| 4.                                                                    | Athiopien              | Tsgabu Grmay (LAM)     | 4 Pkt.  |
| 5.                                                                    | Spanien                | Ion Izagirre (MOV)     | 2 Pkt.  |
| 6.                                                                    | Vereinigtes Konigreich | Stephen Cummings (DDD) | 1 Pkt.  |

| Côte de Saint-Ferréol Kategorie 3 nach 190,0 km auf 359 m 1,8 km bei 6,6 % |            |                        |        |
| 1.                                                                         | Slowakei   | Peter Sagan (TNK)      | 2 Pkt. |
| 2.                                                                         | Australien | Michael Matthews (OBE) | 1 Pkt. |
| 3.                                                                         | Australien | Luke Durbridge (OBE)   | 1 Pkt. |

## Aufgaben
- Sebastian Langeveld (CDT)